# بيتر وليامز (لاعب اتحاد الرغبي)
بيتر وليامز (بالإنجليزية: Peter Williams)‏ هو لاعب اتحاد الرغبي نيوزيلندي، ولد في 22 أبريل 1884 في دنيدن في نيوزيلندا، وتوفي في 30 أغسطس 1976 في موسجيل ‏ في نيوزيلندا.